# Cricotopus flavipunctatus
Cricotopus flavipunctatus är en tvåvingeart som beskrevs av Tokunaga 1936. Cricotopus flavipunctatus ingår i släktet Cricotopus och familjen fjädermyggor. Inga underarter finns listade i Catalogue of Life.